# Захид Налић
Захид Налић (Тузла, 1907 — 1984, Москва) био је босанскохерцеговачки оперски певач, члан Казалишта народног ослобођења и руски спикер. 

## Биографија
Године 1936. одржава концерт Вече арија и пјесама у Хрватској, у време када је био студент Музичке академије у Загребу,  а 1938. године добија први ангажман у опери у Загребу. 
Први пут је запослен у позоришту 1941. године. Наступао је у представи Зидање Раванице у Градском повлашћеном позоришту у Нишу 1939. године.  Године 1941. наступа у представи Дивља патка у Народном позоришту у Сарајеву,  а 1942. глуми у комедији Гогољевој комедији Ревизор у Загребу. 
За време Другог светског рата, бива заробљен у Логор Јасеновац, као комуниста у отпору, тамо борави од 1942. до 1943. године, а потом је, потпуно исцрпљен заједно са још неколико затвореника, размењен за заробљене немачке официре јер више није могао да ради.  Усташе су му газиле гркљан  и нанеле му тешке телесне повреде од сталног пребијања. 
Октобра 1943. године додељен је одсеку Казалишта народног ослобођења у Јајцу као део културних секција које се формирају из Титових партизанских јединица.  Потом је заједно са осталим члановима пребачен у Београд, где играју представе рањеним партизанима, војсци и народу у Народном позоришту у Београду. Потом постају чланови драмског ансамбла Народног позоришта. 
Након разлаза Тита и Стаљина,  Захид је 1944. године отишао у Совјетски Савез да покуша да лечи повреде гркљана,  али му се глас није вратио и после рата више никада није запевао. У Москви започиње своји каријеру као спикер у југословенском одсеку Радио комитета на захтев тамошње Комунистичке партије.  Оженио се са Рускињом и добио руско држављанство, те постаје Захид Омерович Налич.  Добијају петоро деце, међу којима је и скулптор и архиетекта Андреј Налић,  отац руског певача Петра Налића. 
Сахрањен је на Кунцевском гробљу у Москви. 